# Rhinobatos nudidorsalis
Rhinobatos nudidorsalis es una especie de peces de la familia Rhinobatidae en el orden de los Rajiformes.

## Morfología
• Pueden llegar alcanzar los 50 cm de longitud total.

## Reproducción
Es ovíparo.

## Distribución geográfica
Se encuentra en las  costas de Mauricio y de las Islas Seychelles.